# Aben Humeya
 Aben Humeya  (c.1520 - 1568) foi um pretendente à coroa de Granada. Era espanhol, de nome Fernando de Córdoba y Válor. Converteu-se ao Islão e foi eleito rei de Granada e de Córdoba pelos mouros revoltados contra Filipe II de Espanha. Traído por um dos seus, foi estrangulado, não impedindo isso que os mouros continuassem a sua luta.